# Salon d'Automne
Le Salon d'Automne est une exposition artistique qui se tient chaque année à Paris depuis 1903.

## Historique

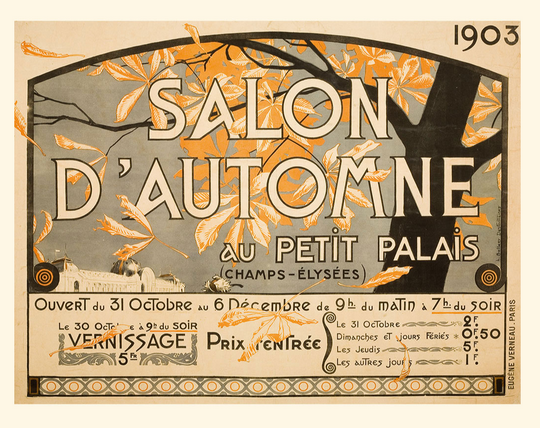
Henri Bellery-Desfontaines, affiche lithographiée du Salon d'Autome de 1903.

La Société du Salon d'Automne, reconnue d'utilité publique, est créée le 31 octobre 1903 au Petit Palais à Paris, à l'initiative du Belge Frantz Jourdain (1847-1935), architecte, homme de lettres et grand amateur d'art, président du syndicat de la critique d'art, et de certains de ses amis comme l'architecte Hector Guimard, les peintres Jules Adler, George Desvallières, Eugène Carrière, Victor Charreton, Charles Guérin, Henri Lebasque, Félix Vallotton, Édouard Vuillard, Adrien Schulz, Jules-Léon Perrichon (chargé de la gravure) ou le décorateur Jean-Henri Jansen.
Le but du Salon d'Automne est double au moment de sa création : offrir des débouchés aux jeunes artistes et faire découvrir l'impressionnisme et ses prolongements à un public populaire.
Le choix de l'automne comme saison de présentation est stratégique à plus d'un titre : il permet aux artistes de présenter les petits formats réalisés en extérieur au cours de l'été — en se plaçant ainsi à la pointe de l'actualité artistique — et de se démarquer des deux autres grands salons — celui de la Société nationale des beaux-arts et celui des artistes français — qui ont lieu au printemps.
Le Salon d'Automne se singularise par sa pluridisciplinarité en présentant des peintures, sculptures, photographies (à partir de 1904), dessins, gravures, œuvres d'arts appliqués… et par la clarté de son agencement, plus ou moins par école. Les peintres étrangers y sont particulièrement représentés.
De nombreuses disciplines viennent s'ajouter. À ce jour, le Salon d'Automne compte une vingtaine de sections (entre autres : art digital, art singulier, livres d'artistes, art naïf, pop Art…).

### Premiers Salons
Avant-gardiste, le Salon d'Automne a lancé deux grands courants de l'art moderne : le fauvisme en 1905 et le cubisme en 1911. Au salon de 1912, František Kupka présente pour la première fois au public des toiles abstraites non figuratives (Amorpha, fugue à deux couleurs, à Prague, Narodni Galerie, et Amorpha, chromatique chaude, à Malá Strana, musée Kampa).

### De la création du Salon à la Première Guerre mondiale
- Catalogue des ouvrages de la 5e exposition du Salon d'Automne au Grand Palais des Champs-Élysées (1906)1903 : L'inauguration du premier Salon d’Automne a lieu le 31 octobre 1903 à 18 h. Cette heure tardive du vernissage est rendue possible grâce à l'électricité[a 1]. Au total, 998 œuvres sont exposées et près de 10 000 invitations sont envoyées dans tout Paris. La première exposition s’étend du 31 octobre au 6 décembre.
- 1904 : Le 15 octobre, l'inauguration de la deuxième édition du Salon d’Automne est réalisée par le président de la République Émile Loubet. Près de 2 074 œuvres sont exposées dans cette première édition au Grand-Palais[b 1].
- 1905 : Le Salon d'Automne de 1905 a un très grand retentissement. La salle VII du salon exposent notamment Henri Matisse, Henri Manguin, André Derain, Maurice de Vlaminck et Albert Marque. Les peintres proposent des toiles aux couleurs vives, pures, disposées en larges aplats. Ces peintures contrastent avec les deux bustes traditionnels d'Albert Marque placés au centre de la salle. Le critique d'art Louis Vauxcelles écrit le 17 octobre 1905 dans la rubrique artistique du Gil Blas : « La candeur de ces bustes surprend au milieu de l'orgie de tons purs : c'est Donatello chez les fauves »[2]. Dès lors, le mouvement prend le nom de fauvisme. Cette édition marque également le début de la répartition des artistes dans le catalogue par ordre alphabétique quelle que soit leur catégorie.
- 1906 : exposition sur l'art russe.
- 1907 : grande rétrospective sur Cézanne avec 50 de ses plus grands tableaux.
- 1908 : Matisse est un membre du jury et refuse plusieurs œuvres de Georges Braque.
- 1909 : Le Salon voit apparaître la tendance cubiste. Léger, Metzinger et quelques futuristes italiens y exposent.
- 1910 : Cette édition voit la presque totale disparition des impressionnistes. 18 salles de l'exposition présentent les arts décoratifs allemands : les « Munichois »[a 2].
- 1911 : C'est en 1911 que le cubisme entre réellement au Salon. Les toiles de Kupka, Léger, Gleizes, Ozenfant, Marcel Duchamp et Raymond Duchamp-Villon y sont exposées.
- 1912 : Le salon de 1912 est au centre de deux débats, Jacques Villon démissionne du comité. Certains trouvent qu'il y a trop d'artistes étrangers, d'autres critiquent les oeuvres cubistes. Marcel Sembat vient à la rescousse des artistes et du salon : « Mon cher ami, quand un tableau vous semble mauvais, vous avez un incontestable droit : celui de ne pas le regarder, d'aller en voir d'autres ; mais vous n'appelez pas les gendarmes ! »[3]. Cette édition accueille 7 des têtes primitivistes de Modigliani ainsi que l'artiste Giorgio De Chirico.
- 1913 : Le salon cède sa place au Salon de l'Automobile au Grand Palais pour ne s'ouvrir qu'à la mi-novembre. L’huile sur toile Tableau, peinte en 1913 par Kees van Dongen, est exposée cette année-là et fait scandale pour atteinte aux bonnes mœurs[b 2] à tel point que le secrétaire des Beaux-Arts appelle la police. Le Salon influence à l’international notamment à Moscou, Berlin, ou encore à New-York où a lieu l’Armory Show.
- 1914 : Le 2 août 1914 est annoncée la Première Guerre mondiale, et le Grand Palais devient un hôpital de guerre. Les expositions sont suspendues pendant les années de conflit, mais des bulletins artistiques sont publiés régulièrement et des conférences sont organisées.

### L’Entre-deux-guerres
- 1919 : Le 1er novembre a lieu la réouverture du Salon d’Automne. Dès lors, le salon renoue avec sa réputation scandaleuse d’avant-guerre. Francis Picabia lance en France le mouvement dada avec Tristan Tzara. Ses tableaux mécaniques sont accrochés au pire endroit par le jury : sous l’escalier du Grand Palais. Cette édition voit également l'exposition d’œuvres d’artistes morts pour la patrie tels que le compositeur Albéric Magnard[c 1].
- 1920 : Le salon voit enfin la participation de Georges Braque acceptée. L'artiste expose alors régulièrement au salon entre 1920 et 1946. La rétrospective de cette édition est consacrée à Auguste Renoir. La Salon reçoit également cette année-là un décret signé du président de la République, « énonçant que la Société du Salon d'Automne est reconnue comme établissement d'utilité publique »[c 2].
- 1921 : L’œuvre de Picabia L'Œil cacodylate provoque un nouveau scandale auprès du jury. Cependant, membre de la Société du Salon d'Automne, Picabia est assuré de pouvoir exposer[c 3].
- 1922 : Cette année voit la création d'une nouvelle section consacrée à l'art religieux. Conçue par George Desvallières, la section est défendue par le peintre nabis Maurice Denis. La politique des grandes rétrospectives d'artistes est relancée. L'édition met en avant de grands noms de l’artisanat et du design moderne français : Pierre Chareau, Jean Lurçat, René Lalique…
- 1926 : La première apparition de meubles métalliques tubulaires au Salon a lieu en 1926. L’exposition de meubles en aluminium de Djo-Bourgeois et René Herbst provoquent un nouveau conflit. Pierre Chareau présente également sur son stand un ensemble de mobilier destiné au Grand hôtel de Tours en fer martelé. Le métal rendu volontairement visible frappe les esprits[b 3].
- 1929 : Création de l’Union des artistes modernes (UAM) avec Francis Jourdain, Herbst, Chareau, Mallet-Stevens qui exposent au Salon d’Automne. L'édition de cette année accueille également des envois de l'exposition « Equipement intérieur d’une habitation moderne » présentée par Le Corbusier et Charlotte Perriand.
- 1930 : À la suite du krach boursier de 1929, des problèmes économiques amènent le Salon à réduire la surface d’exposition.
- 1934 : Le Salon présente les intérieurs des cabines de luxe des grands paquebots de Robert Mallet-Stevens et  Jean Prouvé. L'exposition est également consacrée aux artistes juifs fuyant le gouvernement nazi en Allemagne.
- 1935 : Frantz Jourdain, président fondateur du Salon d'Automne, meurt. Une exposition de ses artistes préférés lui est consacrée parmi lesquels se trouvent Cézanne, Gauguin, Renoir, Pompon, ainsi que des portraits de sa femme réalisés par Pierre Bonnard. George Desvallières devient le nouveau président de l’association.
- 1937 : Le Salon d’Automne a lieu sur l’esplanade des Invalides en raison de l’Exposition universelle.
- 1939 : En septembre, est annoncé le début de la Seconde Guerre mondiale, le Salon est alors annulé.
- 1940-1943 : Malgré l’occupation allemande dès juin 1940, les organisateurs décident de continuer à faire vivre le Salon. Quatre expositions sont organisées entre 1940 et 1943 au Palais de Chaillot. Certains membres reconnus du Salon d'Automne (Derain, Vlaminck[b 4]) sont suspectés d'avoir eu des relations trop étroites avec le régime du maréchal Pétain et l'occupant allemand. Ces membres avaient acceptés un voyage culturel organisé en Allemagne du IIIè Reich par le sculpteur allemand Arno Breker, promu par le régime nazi, en 1941.
- 1943 : Georges Braque a droit à la plus importante exposition qu’un artiste vivant ait eu pendant la guerre. Il y expose six peintures et neuf sculptures.
- 1944 : L'exposition de 1944 est l'une des plus célèbres du Salon d'Automne. Elle prend le nom de « Salon de la Libération ». Ce fut la plus grande exposition publique en France de Pablo Picasso. Guernica y est exposée ainsi que 74 autres peintures et cinq sculptures des années de guerre. Cette exposition prend place au Palais de Tokyo. Matisse, le grand rival de Picasso, n'expose pas en 1944, mais Picasso lui rend un discret hommage en exposant parmi ses œuvres une monumentale nature morte fauve de Matisse. Il y a aussi des artistes du groupe surréaliste : Miro, Magritte, Ernst, Tanguy et Chaïm Soutine. Une section rend hommage à 22 artistes juifs disparus dans les camps de concentration nazis.
- 1945 : Le Salon est désigné comme « Salon de la Paix » alors que le climat au sein des sociétaires est tendu. En effet, la pression des idéologies politiques sur la vie artistique constitue un obstacle à leur cohésion. Cette édition fête Henri Matisse en lui dédiant une rétrospective, plus minimaliste que celle réalisée pour Picasso en 1944. La rétrospective de Matisse expose des œuvres de toutes les périodes de sa vie. Au total, 43 œuvres prennent place sur les cimaises dont Le luxe I, Greta Prozor, La Lecture  et Le Rideau jaune.

### De 1946 à nos jours
Après la Seconde Guerre mondiale, les nouveaux salons d'art, les foires commerciales, les galeries d'art contemporain se développent considérablement et commencent à remettre en cause la prééminence des vieux salons en tant que principales vitrines du monde de l'art.

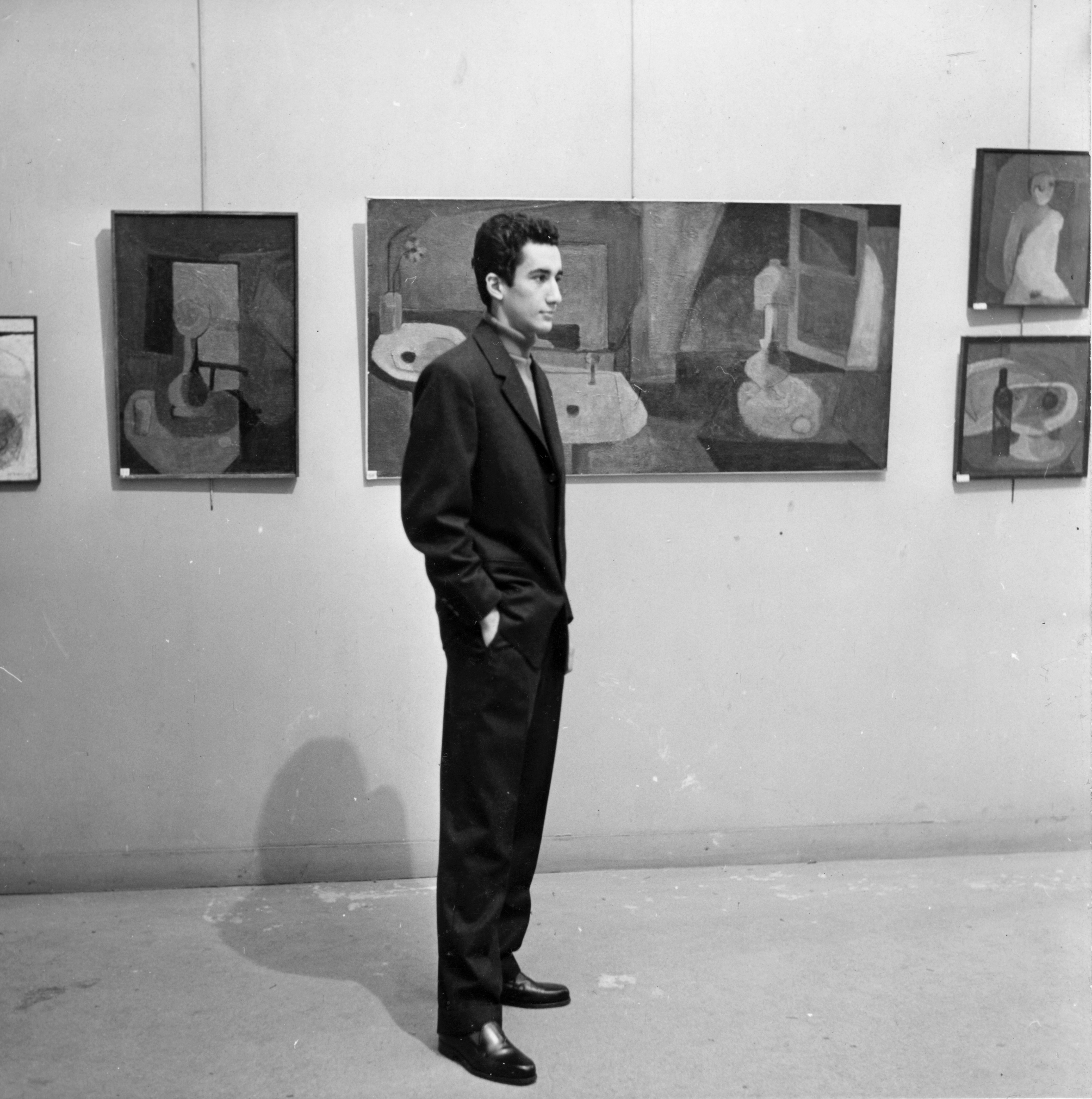
Herman Braun-Vega au salon d'automne de 1952 à Paris

- 1952 : Le Salon d'Automne confirme l'importance grandissante du mouvement Nouveau réalisme qui préconise le retour à la réalité objective et au sujet. Ce mouvement est lancé dès 1948 avec la création du groupe « l'Homme Témoin ». Cette même année, André Fougeron lance réellement ce mouvement au Salon d'Automne avec Mes Parisiennes[4]. En 1952, trois salles du Grand Palais sont réservées au Nouveau réalisme et attirent l'attention de la critique. Lors du Salon de 1952, a lieu une importante rétrospective consacrée au pionnier du fauviste Louis Valtat. Ce dernier récemment disparu exposait au Salon d'Automne sans relâche depuis 1904.
- 1953 : L'exposition de 1953 marque les 50 ans du Salon d'Automne. Pour l'occasion, 200 œuvres réalisées entre 1903 et 1953 par les plus prestigieux exposants sont présentées. La salle « 1903 » réunit 37 artistes parmi les premiers artistes audacieux qui avaient exposés dans le sous-sol du Petit Palais, notamment Léger, Chagall, Matisse, Braque et Dufy. Le reste du Salon expose les tout débuts du siècle et l'École de Paris de l'Entre-deux-guerres en passant de Renoir à Picasso. L'exposition rétrospective de cette année est un hommage à l'artiste mort récemment : Kisling[b 5].

Le Salon d'Automne a su s'adapter à l'accélération des évolutions et à la variété de la scène artistique parisienne de l'après-guerre en perpétuant ses traditions de rétrospective historique et d'exposition internationale. De plus, la création du musée d'Art moderne (MAM) en 1947, du musée national d'Art moderne - Centre Pompidou en 1977, et de la foire internationale d'art contemporain (FIAC) en 1974, a contribué à la canonisation de certains artistes modernes, souvent au détriment d'une grande partie de la création contemporaine. Le Salon d'Automne continue de défendre dans ses éditions la variété des styles et des artistes.
- 1967 : Le Salon de 1967 rend hommage à Jean Lurçat, peintre qui s'illustra notamment comme décorateur de théâtre et dans la création de cartons de tapisserie.
- 1969 : L'édition de 1969 est baignée dans l'actualité. Les œuvres de Roger Somville abordent la guerre du Viêt Nam. Cet engagement mêlant art et militantisme se fait de plus en plus rare sur la scène artistique contemporaine[b 6].
- 1977 : En 1977, le Salon d'Automne organise une édition « fête du cinéma ». Le Septième art est représenté au Salon pour la première fois grâce à Frantz Jourdain et Canudo. La rétrospective met à l'honneur van Gogh.
- 1978 : La rétrospective rend hommage à Gauguin.
- 1979 : L'édition de 1979 remet à l'honneur les artistes fauves des débuts du Salon d'Automne.
- 1986 : le président Édouard Georges Mac-Avoy organise une exposition rétrospective Peintres Témoins de leur Temps et présente les affiches du Salon réalisées entre 1951 et 1982[b 7].

### Un Salon tourné vers le monde
Dès l’origine, en recevant de très nombreux artistes étrangers, le Salon d’Automne est tourné vers l’extérieur. En 1946, le nouveau président Pierre-Paul Montagnac a comme volonté de créer une coopération culturelle entre la France et l'Autriche, deux pays que la guerre a opposés, 250 sociétaires exposent à Vienne. Une telle exposition de groupe à l'étranger (plus de 500 envois) a un caractère inédit.
En 1987, les collections du National Cow-Boy and Western Heritage Center sont exposées au Salon.
Aujourd’hui encore, de nombreuses expositions ont lieu à l’étranger, afin de toujours mettre en avant le caractère international du Salon d’Automne. On en compte notamment au Japon, Chine, Chypre, Espagne, Israël, Allemagne, Pologne).

### La photographie au Salon d'Automne
- 1904 : La photographie fait ses débuts au Salon d'Automne en 1904 lorsque Paul Cézanne présente trois cadres contenant chacun neuf tirages. Douze artistes exposent à ce Salon dans cette nouvelle section.
- Pendant l'Entre-deux-guerres, peu de photographes exposent au Salon. La photographie est alors perçue plutôt comme un support illustratif qu'un art à part entière. Il faut attendre 1977 pour voir réapparaître la photographie au Salon avec 14 exposants. La section photographie du Salon s'officialise en 1979 avec Lucien Clergue comme président de section[6].
- En 1980, le Grand Prix du reportage photographique de Paris Match se déroule au sein même du Salon d'Automne et est remis par le Premier Ministre Jacques Chirac[6]. En 1983, Roger Corbeau présente une éblouissante suite de portraits. Cette édition accueille des exposants de grande notoriété, tels que Pierre Jahan ou Peter Knapp. En 1987, David Hamilton expose 100 tirages de natures mortes. Cette participation accroît grandement la renommée de la section Photographie[6].
- 1995 : le Salon est uniquement consacré à la photographie et à la sculpture. Yann Arthus-Bertrand présente en avant-première un choix de photographies grand format issu de son travail aérien La Terre vue du ciel.

### Le cinéma au Salon d'Automne
- Dès 1911, l'écrivain Ricciotto Canudo parle de la naissance d'un 6e art, qu'il rebaptisera le 7e art : le cinéma[d 1]. C'est à la suite de la rencontre entre Rocciotto Canudo et Frantz Jourdain que le Salon d'Automne accueille pour la première fois le cinéma en 1921, se plaçant ainsi en pionnier. Lors de cette exposition, les visiteurs peuvent assister à des conférences, des causeries des auditions musicales et des projections de fragments de films français et étrangers.
- 1923 : L'édition de 1923 présente des fragments des meilleurs productions cinématographiques de l'année, choisis avec soin par Canudo qui meurt dix jours avant l'ouverture du Salon[d 2].
- 1931 : L'édition de 1931 marque la fin du cinéma au Salon d'Automne. Cela est dû à la crise économique que traverse l'Europe et à l'arrivée du cinéma parlant en France. L'augmentation des coûts de production des films met fin au cinéma d'avant-garde français.
- 1942 : Malgré la période sombre, le Salon d'Automne de 1942 voit le retour du cinéma. Consacrée aux courts-métrages, l'édition présente essentiellement des dessins-animés et des documentaires.
- Après l'édition de 1962, le cinéma réapparaît occasionnellement au Salon, en 1965 et 1981[d 2]. Cette disparition s'explique par le développement des cinémas, des ciné-clubs et par l'émergence de la Cinémathèque française. Le cinéma n'est plus à la recherche d'occasions de reconnaissance. Il est alors exposé dans des lieux qui lui sont exclusivement consacrés.

### Localisation
Dès 1904, le Salon quitte le Petit Palais pour le Grand Palais à Paris. Il s'installe exceptionnellement, en 1937, sur l'esplanade des Invalides en raison de l'Exposition universelle.
Par la suite, le Salon d'automne se tient les jours précédant l'ouverture de la Foire internationale d'art contemporain.
De 2011 à 2021, il se tient sur l'avenue des Champs-Élysées. En 2022, il se tient à la grande halle de la Villette, dans le 19e arrondissement.

## Anciens présidents
- Frantz Jourdain (1847-1935), président fondateur
- Eugène Carrière
- Auguste Rodin
- Auguste Renoir
- Aristide Maillol
- George Desvallières, élu en 1936
- Pierre-Paul Montagnac
- Robert Lotiron
- Roger Montané, élu en 1966
- Yves Brayer
- Édouard Mac-Avoy
- Jeanne-Michèle Hugues (1920-2004)
- Jean-François Larrieu
- Noël Coret
- Sylvie Koechlin
- Denis Legrand
- Gilles Guillaume

## Membres du Salon d'automne et artistes à l'honneur
1903
- Pierre Bonnard
- Charles Camoin
- Paul Cézanne
- Angèle Delasalle
- Robert Delaunay
- Karl Edvard Diriks
- Hilda Flodin
- Paul Gauguin
- Francis Jourdain
- Aristide Maillol
- Henri Manguin
- Albert Marquet
- Henri Matisse
- Francis Picabia
- Charles Plumet
- Georges Rouault
- Henri Sauvage
- Edmond Tapissier
- Félix Vallotton

1904
- Henry Harley Arnold
- Pierre Bonnard
- Antoine Bourdelle
- Charles Camoin
- Paul Cézanne
- Camille Claudel
- Marcel Duchamp
- Raymond Duchamp-Villon
- Othon Friesz
- Léopold Gottlieb
- Francis Jourdain
- Vassily Kandinsky
- Bernard Karfiol
- Henri Manguin
- Thomas William Marshall
- Henri Matisse
- Francis Picabia
- Charles Plumet
- Odilon Redon
- Henri Sauvage
- Yvonne Serruys
- Edmond Tapissier
- Louis Valtat
- Kees van Dongen
- Félix Vallotton
- Jacques Villon
- Eugène Zak

1905
- Henry Harley Arnold
- Jeanne Baudot
- Pierre Bonnard
- Antoine Bourdelle
- Georges Braque
- Charles Camoin
- Paul Cézanne
- Camille Claudel
- Karl Edvard Diriks
- Claude Debussy
- André Derain
- Christian Dior
- Raymond Duchamp-Villon
- Henri Rousseau
- Élie Faure
- Hilda Flodin
- Othon Friesz
- Louise Germain (décoratrice)
- Laure Hayman
- Francis Jourdain
- Vassily Kandinsky
- Rudolf Levy
- Aristide Maillol
- Henri Manguin
- Louis Marcoussis
- Georges-Léopold Mita
- Edmond-Marie Poullain
- Albert Marquet
- Thomas William Marshall
- Henri Matisse
- Blanche Ory-Robin (décoratrice)
- Irving Penn
- Francis Picabia
- René Piot
- Maurice Ravel
- Auguste Renoir
- Auguste Rodin
- Edmond Tapissier
- Louis Valtat
- Kees van Dongen
- Henri Sauvage
- Yvonne Serruys
- Félix Vallotton
- Maurice de Vlaminck

1906
- Pierre Bonnard
- Constantin Brâncuși
- Charles Camoin
- Paul Cézanne
- Robert Delaunay
- André Derain
- George Desvallières
- Karl Edvard Diriks
- Georges Dufrénoy
- Raoul Dufy
- Othon Friesz
- Francis Jourdain
- Frantz Jourdain
- Vassily Kandinsky
- Alcide Le Beau
- Raimond Lecourt
- Camille Lefèvre
- Jean-Julien Lemordant
- Henri Manguin
- Albert Marquet
- Thomas William Marshall
- Roger Marx
- Henri Matisse
- Charles Morice
- Eugénie O'Kin
- Gustave Pimienta
- René Piot
- Manzana Pissarro
- Charles Plumet
- Ivan Albertovich Puni
- Odilon Redon
- Auguste Renoir
- Auguste Rodin
- Georges Rouault
- Yvonne Serruys
- Séraphin Soudbinine
- Constantin Somov
- Otakar Španiel
- Félix Vallotton
- Louis Valtat
- Kees van Dongen
- Jacques Villon
- Maurice de Vlaminck
- Mikhaïl Vroubel
- Eugène Zak

1907
- Guillaume Apollinaire
- Pierre Bonnard
- Constantin Brâncuși
- Charles Camoin
- Paul Cézanne
- Jean Crotti
- Robert Delaunay
- André Derain
- George Desvallières
- Karl Edvard Diriks
- Raoul Dufy
- Raoul du Gardier
- Paul Gallimard
- Auguste Herbin
- Francis Jourdain
- Vassily Kandinsky
- Tristan Klingsor
- Le Fauconnier
- Camille Lefèvre
- Fernand Léger
- Jean-Julien Lemordant
- André Lhote
- Aristide Maillol
- Louis Majorelle
- Henri Manguin
- Thomas William Marshall
- Henri Matisse
- Amedeo Modigliani
- Pablo Picasso
- René de Saint-Delis
- Henri Sauvage
- Yvonne Serruys
- Félix Vallotton
- Louis Valtat
- Maurice de Vlaminck
- Kees van Dongen

1908
- Pierre Bonnard
- Constantin Brâncuși
- Charles Camoin
- Marcel Duchamp
- André Derain
- Karl Edvard Diriks
- André Dunoyer de Segonzac
- Othon Friesz
- Léopold Gottlieb
- Felix Albrecht Harta
- Vassily Kandinsky
- Moïse Kogan
- Henri Le Fauconnier
- Fernand Léger
- André Lhote
- Henri Manguin
- André Mare
- Thomas William Marshall
- Henri Matisse
- Jules Pascin
- Charles Plumet
- Jane Poupelet
- Yvonne Serruys
- Louis Valtat
- Félix Vallotton
- Kees van Dongen
- Marie Vassilieff

1909
- Hanns Bolz
- Maurice Boudot-Lamotte
- Antoine Bourdelle
- Marc Chagall
- Charles Camoin
- Marcel Duchamp
- Henri Le Fauconnier
- Frédéric Fiebig
- Léopold Gottlieb
- Henri Hayden
- Francis Jourdain
- Vassily Kandinsky
- Fernand Léger
- André Lhote
- Aristide Maillol
- Louis Majorelle
- Henri Manguin
- André Mare
- Thomas William Marshall
- Henri Matisse
- Jules Pascin
- Jane Poupelet
- René de Saint-Delis
- Yvonne Serruys
- Suzanne Valadon
- Louis Valtat
- Félix Vallotton
- Kees van Dongen
- Marie Vassilieff

1910
- Alexandre Archipenko
- Pierre Bonnard
- Antoine Bourdelle
- Charles Camoin
- Louis Cartier-Bresson
- Karl Edvard Diriks
- Marcel Duchamp
- Raoul Dufy
- Othon Friesz
- Léopold Gottlieb
- Samuel Halpert
- Francis Jourdain
- Vassily Kandinsky
- Roger de La Fresnaye
- Henri Le Fauconnier
- Fernand Léger
- André Lhote
- Robert Lotiron
- Aristide Maillol
- Louis Majorelle
- Henri Manguin
- André Mare
- Thomas William Marshall
- Henri Matisse
- Amédée Ozenfant
- Francis Picabia
- Charles Plumet
- René de Saint-Delis
- Yvonne Serruys
- Suzanne Valadon
- Félix Vallotton
- Louis Valtat
- Kees van Dongen
- Marie Vassilieff

1911
- Alexandre Archipenko
- Pierre Bonnard
- Antoine Bourdelle
- Georges Braque
- Charles Camoin
- Giorgio De Chirico
- Robert Delaunay
- Marcel Duchamp
- Léopold Gottlieb
- Henri Le Fauconnier
- Othon Friesz
- Roger de La Fresnaye
- Fernand Léger
- Francis Jourdain
- Robert Lotiron
- Louis Majorelle
- Henri Manguin
- André Mare
- Thomas William Marshall
- Henri Matisse
- Jean Metzinger
- Jules Pascin
- Francis Picabia
- Pablo Picasso
- Jeanne Rij-Rousseau
- Suzanne Valadon
- Félix Vallotton
- Louis Valtat
- Kees van Dongen
- Ossip Zadkine

1912
- Alexandre Archipenko
- Ignaz Beth
- Pierre Bonnard
- Antoine Bourdelle
- Marc Chagall
- Charles Camoin
- Giorgio De Chirico
- Marcel Duchamp
- Raymond Duchamp-Villon
- Othon Friesz
- Albert Gleizes
- Léopold Gottlieb
- Francis Jourdain
- Moïse Kisling
- František Kupka
- Roger de La Fresnaye
- Henri Le Fauconnier
- Fernand Léger
- Robert Lotiron
- Louis Majorelle
- André Mare
- Thomas William Marshall
- Henri Matisse
- Vadim Meller
- Amedeo Modigliani
- Jules Pascin
- Francis Picabia
- Charles Plumet
- Suzanne Valadon
- Félix Vallotton
- Louis Valtat
- Kees van Dongen
- Marie Vassilieff

1913
- Pierre Bonnard
- Ignace-François Bonhommé
- Charles Camoin
- Giorgio De Chirico
- Paul Claudel
- François Décorchemont
- George Desvallières
- Raymond Duchamp-Villon
- Othon Friesz
- Hilda Flodin
- Albert Gleizes
- Léopold Gottlieb
- Francis Jourdain
- Moïse Kisling
- Henri Hayden
- André Hellé
- Ferdinand Hodler
- František Kupka
- Roger de La Fresnaye
- Henri Le Fauconnier
- Robert Lotiron
- Jacques Majorelle
- Louis Majorelle
- Henri Manguin
- André Mare
- Thomas William Marshall
- Henri Matisse
- Jean Metzinger
- Jacques Nam
- Chana Orloff
- Charles Péguy
- Francis Picabia
- Vladimir Baranov-Rossiné
- Jacques-Émile Ruhlmann
- Henri Sauvage
- Suzanne Valadon
- Félix Vallotton
- Louis Valtat
- Kees van Dongen
- Marie Vassilieff
- Jacques Villon

1916
- Guillaume Apollinaire
- Charles Camoin
- Maurice Denis
- André Dunoyer de Segonzac
- Georges d'Espagnat
- Nina Hamnett
- Bernard Naudin
- René Piot
- Édouard Vuillard

1917
- Charles Camoin
- Henri Sauvage

1919
- Alexandre Archipenko
- Pierre Bonnard
- Joseph Bernard
- Roger Bissière
- Charles Camoin
- Pierre Chareau
- René Demeurisse
- Othon Friesz
- Francis Jourdain
- Michel Kikoine
- Louis Majorelle
- Henri Manguin
- André Mare
- Henri Matisse
- Francis Picabia
- Jane Poupelet
- Yvonne Serruys
- Suzanne Valadon
- Félix Vallotton
- Louis Valtat
- Kees van Dongen
- Marie Vassilieff
- Ossip Zadkine

1920
- Roger Bissière
- Charles Camoin
- Pierre Chareau
- Florentin Chauvet
- René Demeurisse
- Karl Edvard Diriks
- Jean Dufy
- Othon Friesz
- Francis Jourdain
- Michel Kikoine
- Louis Majorelle
- André Mare
- Henri Matisse
- Francis Picabia
- Auguste Renoir
- Yvonne Serruys
- Raymond Templier
- Suzanne Valadon
- Louis Valtat
- Kees van Dongen
- Marie Vassilieff
- Ossip Zadkine

1921
- Roger Bissière
- Charles Camoin
- Pierre Chareau
- Florentin Chauvet
- Jean Crotti
- René Demeurisse
- Raoul Dufy
- Tsugouharu Foujita
- Othon Friesz
- Conrad Kickert
- Michel Kikoine
- Francis Jourdain
- Henri Le Fauconnier
- Fernand Léger
- Jean Lurçat
- Aristide Maillol
- Louis Majorelle
- André Mare
- Jacques Nam
- Francis Picabia
- Jean Puiforcat
- Henri Sauvage
- Raymond Templier
- Suzanne Valadon
- Louis Valtat
- Kees van Dongen
- Marie Vassilieff
- Ossip Zadkine

1922
- Roger Bissière
- Pierre Chareau
- Florentin Chauvet
- René Demeurisse
- Karl Edvard Diriks
- Raoul Dufy
- Tsugouharu Foujita
- Othon Friesz
- Conrad Kickert
- Francis Jourdain
- Henri Le Fauconnier
- Fernand Léger
- Aristide Maillol
- Louis Majorelle
- Robert Mallet-Stevens
- Henri Manguin
- André Mare
- Henri Matisse
- Francis Picabia
- Jean Puiforcat
- Henri Sauvage
- Yvonne Serruys
- Suzanne Valadon
- Louis Valtat
- Kees van Dongen
- Marie Vassilieff
- Louis Vuitton
- Paul Welsch
- Ossip Zadkine
- Jules-Émile Zingg

1923
- Roger Bissière
- Pierre Bonnard
- Pierre Chareau
- Florentin Chauvet
- Hermine David
- René Demeurisse
- Charles Despiau
- Jean Dufy
- Jean Fernand-Trochain
- Tsugouharu Foujita
- Othon Friesz
- Henriette Gröll
- André Hofer
- Francis Jourdain
- Conrad Kickert
- Michel Kikoine
- André Lanskoy
- Jean Lurçat
- Henri Matisse
- Jacques Nam
- Hippolyte Paquier-Sarrasin
- Francis Picabia
- Maurice Georges Poncelet
- Jean Puiforcat
- Man Ray
- Henri Sauvage
- Yvonne Serruys
- Suzanne Valadon
- Louis Valtat
- Kees van Dongen
- Hernando Viñes Soto
- Louis Vuitton
- Zao Wou Ki
- Ossip Zadkine

1924
- Pierre Chareau
- Florentin Chauvet
- René Demeurisse
- Jean Dufy
- André Evard
- Tsugouharu Foujita
- Othon Friesz
- Henriette Gröll
- Francis Jourdain
- Conrad Kickert
- Alexandre Garbell
- Aristide Maillol
- André Mare
- Georges Saupique
- Louis Valtat
- Kees van Dongen
- Marie Vassilieff
- Louis Vuitton

1925
- Pierre Bonnard
- Roger Bissière
- Paul Charlemagne
- Florentin Chauvet
- René Demeurisse
- André Evard
- Josef Floch
- Othon Friesz
- Henriette Gröll
- Conrad Kickert
- Henri Le Fauconnier
- Jean Lurçat
- Jean et Joël Martel
- Henri Matisse
- Georges Saupique
- Kees van Dongen
- Félix Vallotton
- Louis Valtat
- Louis Vuitton

1926
- Henry Harley Arnold
- Roger Bissière
- Joseph Bernard
- Charles Camoin
- Pierre Chareau
- René Demeurisse
- Karl Edvard Diriks
- Jean Dufy
- Josef Floch
- Paul Follot
- Othon Friesz
- Alexandre Garbell
- Léopold Gottlieb
- Conrad Kickert
- Germaine Krull
- Henri Le Fauconnier
- Henri Manguin
- André Mare
- Henri Matisse
- Jacques Nam
- Jean Puiforcat
- Yvonne Serruys
- Kees van Dongen
- Louis Vuitton
- Ossip Zadkine

1927
- Pierre Bonnard
- Roger Bissière
- Pierre Chareau
- Charles Camoin
- René Demeurisse
- Jean Dufy
- Raoul Dufy
- Hilda Flodin
- Georges Gimel
- Henri Hayden
- René Iché
- Francis Jourdain
- Conrad Kickert
- Fernand Labat
- André Mare
- Henri Matisse
- Jean Puiforcat
- Georges Saupique
- Yvonne Serruys
- Raymond Templier
- Kees van Dongen
- Louis Vuitton
- Eduard Wiiralt

1928
- Johannes Auerbach
- Berthold Mahn
- Pierre Bonnard
- Florentin Chauvet
- René Demeurisse
- Othon Friesz
- Léopold Gottlieb
- René Iché
- Conrad Kickert
- Henri Le Fauconnier
- Henri Manguin
- Henri Matisse
- Jean Puiforcat
- Henri Sauvage
- Yvonne Serruys
- Raymond Templier
- Kees van Dongen
- Louis Vuitton
- Ossip Zadkine

1929
- Henry Harley Arnold
- Pierre Bonnard
- Marcelle Bergerol
- Charles Camoin
- René Demeurisse
- André Foy
- Léopold Gottlieb
- Conrad Kickert
- Henri Le Fauconnier
- Henri Manguin
- Jacques Nam
- Charlotte Perriand
- Jean Puiforcat
- Joseph Rossi
- Raymond Templier
- Louis Valtat
- Louis Vuitton
- Ossip Zadkine

1930
- Pierre Bonnard
- Marcelle Bergerol
- Charles Camoin
- Florentin Chauvet
- René Demeurisse
- Marguerite Grain
- Francis Jourdain
- Henri Le Fauconnier
- Henri Manguin
- André Mare
- Jean Puiforcat
- Henri Sauvage
- Raymond Templier
- Louis Valtat
- Kees van Dongen
- Louis Vuitton

1931
- Pierre Bonnard
- Marcelle Bergerol
- Charles Camoin
- Pierre Chareau
- Florentin Chauvet
- René Demeurisse
- Henriette Gröll
- Henri Le Fauconnier
- Boris Taslitzky
- Louis Valtat
- Kees van Dongen
- Louis Vuitton

1932
- Jehan Berjonneau
- Pierre Bonnard
- Marcelle Bergerol
- Charles Camoin
- René Demeurisse
- Jean Dufy
- Henriette Gröll
- Conrad Kickert
- Henri Le Fauconnier
- Jacques Lestrille
- Henri Manguin
- André Marchand
- André Mare
- Jacques Nam
- Jean Puiforcat
- Boris Taslitzky
- Jean Urvoy
- Louis Valtat
- Kees van Dongen
- Marguerite Grain
- Louis Vuitton

1933
- Henry Harley Arnold
- Moïse Bercovici-Erco
- Marcelle Bergerol
- Charles Camoin
- René Demeurisse
- Josef Floch
- Marguerite Grain
- Henriette Gröll
- Henri Hayden
- André Hofer
- Eric Isenburger
- Conrad Kickert

1934
- Pierre Bonnard
- Marcelle Bergerol
- Charles Camoin
- Pierre Chareau
- Florentin Chauvet
- René Demeurisse
- Charles Despiau
- Moïse Bercovici-Erco
- Othon Friesz
- Henriette Gröll
- Conrad Kickert
- Henri Manguin
- Jacques Nam
- Pauline Peugniez
- Jean Puiforcat
- Yvonne Serruys
- Raymond Templier
- Louis Valtat
- Kees van Dongen

1935
- Pierre Bonnard
- Moïse Bercovici-Erco
- Marcelle Bergerol
- René Demeurisse
- Josef Floch
- Henriette Gröll
- Adrien Holy
- René Iché
- Conrad Kickert
- Henri Le Fauconnier
- Henri Manguin
- Jean Puiforcat
- Yvonne Serruys
- Raymond Templier
- Louis Valtat
- Kees van Dongen

1936
- Moïse Bercovici-Erco
- Marcelle Bergerol
- Charles Camoin
- Pierre Chareau
- René Demeurisse
- Henriette Gröll
- Francis Jourdain
- Henri Le Fauconnier
- Henri Manguin
- Pauline Peugniez
- Jean Puiforcat
- Louis Valtat
- Raymond Templier

1937
- Charles Camoin
- René Demeurisse
- Charles Despiau
- Georges Dufrénoy
- Moïse Bercovici-Erco
- Othon Friesz
- Henriette Gröll
- André Hofer
- Henri Le Fauconnier
- Henri Manguin
- Yvonne Serruys
- Jean Urvoy
- Louis Valtat
- Kees van Dongen

1938
- Paul Basilius Barth
- Charles Camoin
- Moïse Bercovici-Erco
- René Demeurisse
- Josef Floch
- Othon Friesz
- Alexandre Garbell
- Henriette Gröll
- René Iché
- Michel Kikoine
- Henri Le Fauconnier
- Jean Le Moal
- Henri Manguin
- Jacques Nam
- Pauline Peugniez
- Yvonne Serruys
- Louis Valtat
- Kees van Dongen
- Anne Dangar

1940
- Lucien Adrion
- René Demeurisse
- Charles Despiau
- Othon Friesz
- Alexandre Garbell
- Henri Hayden
- Michel Kikoine
- Henri Le Fauconnier
- Aristide Maillol
- Henri Manguin
- André Édouard Marty
- Jacques Nam
- Jean Puiforcat
- Yvonne Serruys
- Raymond Templier
- Louis Valtat
- Louis Vuitton

1941
- Florentin Chauvet
- René Demeurisse
- Charles Despiau
- René Iché
- Henri Le Fauconnier
- Aristide Maillol
- Yvonne Mottet
- Jean Puiforcat
- Raymond Templier
- Louis Touchagues
- Jean Vénitien

1942
- Florentin Chauvet
- René Demeurisse
- Raoul Dufy
- René Iché
- Alfred Janniot
- Henri Le Fauconnier
- Alfred Manessier
- Henri Manguin
- Serge Poliakoff
- Jean Puiforcat
- Georges Saupique
- Louis Valtat
- Raymond Templier

1943
- Lajos Barta
- Pierre Bonnard
- Florentin Chauvet
- René Demeurisse
- Raoul Dufy
- Henriette Gröll
- Henri Le Fauconnier
- Alfred Janniot
- Henri Manguin
- Henri Matisse
- Marcel Mouly
- Marthe Orant
- Raymond Templier
- Louis Valtat
- Kees van Dongen

1944
- Charles Camoin
- Henri Cartier-Bresson
- René Demeurisse
- Jean Deyrolle
- Alexandre Garbell
- René Iché
- Alfred Janniot
- Henri Le Fauconnier
- Fernand Léger
- Robert Lotiron
- Henri Manguin
- André Édouard Marty
- Jacques Nam
- Pablo Picasso
- Jean Puiforcat
- Georges Saupique
- Nicolas de Staël
- Raymond Templier
- Louis Valtat
- Louis Vuitton

1945
- Florentin Chauvet
- René Iché
- Alfred Janniot
- Conrad Kickert
- Michel Kikoine
- Robert Lotiron
- André Édouard Marty
- Jacques Nam
- Pablo Picasso
- Guy Renne
- Auguste Renoir
- Yvonne Serruys
- Louis Valtat
- Louis Vuitton

1946
- Robert Cami
- Florentin Chauvet
- René Demeurisse
- Josef Floch
- Henri Hayden
- René Iché
- Alfred Janniot
- Conrad Kickert
- Michel Kikoine
- Fernand Léger
- Robert Lotiron
- Henri Manguin
- Henri Matisse
- Bertrand Mogniat-Duclos
- Pablo Picasso
- Nicolas de Staël
- Boris Taslitzky
- Raymond Templier

1947
- Charles Camoin
- Florentin Chauvet
- René Demeurisse
- Josef Floch
- Henri Hayden
- René Iché
- Alfred Janniot
- Conrad Kickert
- Michel Kikoine
- Robert Lotiron
- Henri Manguin
- André Édouard Marty
- Pablo Picasso
- Michel Rodde
- Yvonne Serruys
- Boris Taslitzky
- Raymond Templier

1948
- Marc Chagall
- René Demeurisse
- Henri Hayden
- René Iché
- Michel Kikoine
- Robert Lotiron
- Yvonne Serruys
- Boris Taslitzky
- Raymond Templier
- Zao Wou Ki

1949
- Florentin Chauvet
- René Demeurisse
- Josef Floch
- Henri Hayden
- René Iché
- Alfred Janniot
- Conrad Kickert
- Michel Kikoine
- Robert Lotiron
- Jacques Nam
- Yvonne Serruys
- Boris Taslitzky
- Raymond Templier
- Zao Wou Ki

1950
- Charles Camoin
- Florentin Chauvet
- Oscar Chelimsky
- René Demeurisse
- Henriette Gröll
- Henri Hayden
- Alfred Janniot
- Conrad Kickert
- Robert Lotiron
- Jean Lurçat
- André Édouard Marty
- Jacques Nam
- Boris Taslitzky

1951
- Louis Aragon
- Charles Camoin
- Florentin Chauvet
- Louis Chavignier
- Oscar Chelimsky
- Simone Dat
- René Demeurisse
- Henriette Gröll
- Henri Hayden
- Conrad Kickert
- Michel Kikoine
- Robert Lotiron
- André Édouard Marty
- Raoul Pradier
- Nicolas de Staël
- Boris Taslitzky
- Raymond Templier
- Henry de Waroquier
- Zao Wou Ki

1952
- Florentin Chauvet
- Oscar Chelimsky
- René Demeurisse
- Henri Hayden
- Alfred Janniot
- Conrad Kickert
- Michel Kikoine
- Robert Lotiron
- Jean Lurçat
- Michel Patrix
- Orlando Pelayo
- Raoul Pradier
- Michel Rodde
- Shungo Sekiguchi
- Nicolas de Staël
- Boris Taslitzky
- Raymond Templier
- Maurice Verdier

1953
- André Breton
- Charles Camoin
- Florentin Chauvet
- Louis Chavignier
- René Demeurisse
- Alexandre Garbell
- Roman Greco
- Henri Hayden
- Alfred Janniot
- Conrad Kickert
- Michel Kikoine
- Robert Lotiron
- André Édouard Marty
- Raoul Pradier
- Man Ray
- Michel Rodde
- Boris Taslitzky
- Raymond Templier

1954
- Georges Braque
- André Breton
- Florentin Chauvet
- Louis Chavignier
- René Demeurisse
- Henri Hayden
- André Édouard Marty
- Jean-Jacques Morvan
- Pauline Peugniez
- Raoul Pradier
- Man Ray
- Raymond Templier
- Jacques Winsberg
- Jacques Yankel

1955
- Philippe Cara Costea
- Florentin Chauvet
- Louis Chavignier
- Adolphe Costenoble
- René Demeurisse
- Mireille Juteau
- Conrad Kickert
- Michel Kikoine
- Robert Lotiron
- André Édouard Marty
- Michel Rodde
- Boris Taslitzky

1956
- Florentin Chauvet
- Louis Chavignier
- Adolphe Costenoble
- René Demeurisse
- Alfred Janniot
- Conrad Kickert
- Michel Kikoine
- Robert Lotiron
- André Édouard Marty
- Pauline Peugniez
- Michel Rodde
- Raymond Templier
- Zaa

1957
- Florentin Chauvet
- René Demeurisse
- Conrad Kickert
- Michel Kikoine
- Robert Lotiron
- André Édouard Marty
- Michel Rodde
- Boris Taslitzky
- Raymond Templier

1958
- Adolphe Costenoble
- René Demeurisse
- Roman Greco
- Robert Lotiron
- André Édouard Marty
- Pauline Peugniez
- Michel Rodde
- Boris Taslitzky
- Raymond Templier
- Jacques Thiout

1959
- Charles Camoin
- Adolphe Costenoble
- René Demeurisse
- Pierre Gautiez
- Henriette Gröll
- Alfred Janniot
- Michel Rodde

1960
- Farvèze
- Charles Camoin
- Adolphe Costenoble
- René Demeurisse
- Henriette Gröll
- Alfred Janniot
- Henri Hayden
- Conrad Kickert
- Michel Kikoine
- Robert Lotiron
- André Édouard Marty
- Jean Monneret
- Michel Rodde
- Harry Séguéla
- Boris Taslitzky

1961
- Jean-Claude Bertrand
- Charles Camoin
- Adolphe Costenoble
- Farvèze
- Alexandre Garbell
- Henri Hayden
- Alfred Janniot
- Conrad Kickert
- Michel Kikoine
- Robert Lotiron
- André Édouard Marty
- Pauline Peugniez
- Michel Rodde
- Raymond Templier

1962
- Henri Hayden
- Michel Kikoine
- Robert Lotiron
- Pauline Peugniez
- Serge Poliakoff
- Michel Rodde
- Boris Taslitzky
- Raymond Templier

1963
- Robert Bluteau
- Adolphe Costenoble
- Roman Greco
- Henri Hayden
- Michel Kikoine
- Jacques Nam
- Michel Pandel
- Ann Tiné

1964
- Henri Hayden

1965
- Paul Ambille
- Henriette Gröll
- Henri Hayden
- Michel Kikoine
- Robert Lotiron
- André Édouard Marty
- Jacques Nam
- Serge Poliakoff
- Michel Rodde
- Boris Taslitzky
- Ossip Zadkine

1966
- Henri Hayden

1967
- Raoul Dufy
- Alexandre Garbell
- Roman Greco
- Henri Hayden
- Michel Kikoine
- Jean Lurçat
- André Édouard Marty
- Serge Poliakoff
- Michel Rodde
- Boris Taslitzky
- Raymond Templier

1969
- Jean-Pierre Capron
- Salvador Dalí
- Claude-Jean Darmon
- Alexandre Garbell
- Roman Greco
- Henriette Gröll
- André Édouard Marty
- Serge Poliakoff
- Michel Rodde
- Boris Taslitzky

1970
- Jean Vincent de Crozals[9]
- Alexandre Garbell
- Henriette Gröll
- René Margotton
- André Édouard Marty
- Michel Rodde
- Marie-Antoinette Rouilly Le Chevallier
- Boris Taslitzky

1971
- Jean Cocteau
- Marcel Gromaire
- René Margotton
- Pauline Peugniez
- Michel Rodde
- Boris Taslitzky

1972
- André Édouard Marty
- Michel Rodde
- Roger Tolmer

1973
- Collections particulières de l'impératrice d'Iran :
  - peintures Kadjar ;
  - peintures populaires d'Iran ;
  - artistes iraniens contemporain.
- Hommage à Raoul Dufy[10]
- Hommage à François Pompon (1855-1933) et Rembrandt Bugatti (1885-1916)
- Centenaire d'Élie Faure[11]
- Hommage à Yves Alix (1890-1969)[12]
- Jean-Pierre Alaux, Bain de soleil
- Paul Ambille, Au Cirque
- Eugène Baboulène, Le Faron
- Benn, Marée basse à Houlgate
- Maurice Boitel, Fenêtre ouverte
- Yves Brayer, La Fanfare cordaise
- Brindisi
- Roger Chapelain-Midy, …De quel amour blessé
- Paul Collomb, La Plage
- Jean Cornu, Marais salants
- Roger Forissier, Lumière du matin
- Alexis Gritchenko
- Gisèle Georges-Mianes, Le Cirque
- Daniel du Janerand, Intérieur bleu
- Jean Joyet, Arrangement floral
- Claude Jouhanneau, Intérieur d'atelier la nuit
- Michel Jouenne, Les Oiseaux
- Jean Monneret, Labyrinthe urbain
- René Margotton
- André Pédoussaut, Nu dans l'atelier
- André Plisson, Intimité
- Michel Rodde, Figure dans les dunes
- Gaëtan de Rosnay, La Fanfare des jeunes
- Gaston Sébire, Peinture
- Yves Trévédy, La Plage retrouvée
- Louis Vuillermoz, Au cap Cartaya
- Jean-Louis Viard, La Combe, tapisserie ; Sables II et Troncs, gravures[13]
- Christiane Warnod

1975 à 1977
- Adolphe Costenoble
- Roman Greco
- René Margotton
- Michel Rodde

1978
- Arnaud d'Hauterives
- Lucie Rivel

1980
- Lucien Clergue
- Adolphe Costenoble
- Pascal Luigi-Vinardell
- René Margotton
- Pauline Peugniez
- Michel Rodde
- Boris Taslitzky

1981
- Pierre Cardin
- Adolphe Costenoble
- Lucien Clergue
- Hans-Günther Baass
- Hélène Laffly
- René Margotton
- Pauline Peugniez
- Jean Piaubert
- Michel Rodde
- Boris Taslitzky

1982
- Pierre Cardin
- Lucien Clergue
- René Margotton
- Pauline Peugniez
- Michel Rodde
- Jeanloup Sieff
- Boris Taslitzky

1983
- Lucien Clergue
- Michel King
- Michel Rodde
- Jean Urvoy

1984
- René Margotton
- Michel-Henry
- Marc Perez
- Michel Rodde
- Boris Taslitzky
- Jean Urvoy

1986
- Bélasco
- Michel Kikoine
- René Margotton
- Michel Rodde
- Boris Taslitzky

1987
- David Hamilton
- René Margotton
- Thomas William Marshall (salle dédiée)
- Michel Rodde
- Boris Taslitzky

1988
- Nathalie Chabrier
- Sergei Chepik
- Adolphe Costenoble
- René Margotton
- Michel Rodde
- Michel Sementzeff
- Boris Taslitzky

1989
- Adolphe Costenoble
- Christiana Visentin Gajoni
- Dan Jacobson
- Bernard Lorjou
- Jean-Gabriel Montador
- Éliane Thiollier

1990
- Maurice Boitel
- Michel Rodde

1991
- Adolphe Costenoble
- Georges Oudot

1992
- Sergei Chepik
- Adolphe Costenoble
- Étienne Jacobée
- René Margotton
- Boris Taslitzky

1993
- Sergei Chepik
- Adolphe Costenoble
- René Margotton
- Boris Taslitzky

1994
- Adolphe Costenoble
- René Margotton
- Boris Taslitzky

1994 à 1996
- René Margotton

1998
- Adolphe Costenoble

2002
- Sergei Chepik

2003
- René Margotton
- Sergei Chepik
- Zao Wou Ki

2004
- Françoise Abraham
- José Gamarra

2006
- Freddish

2009
- Stéphane Guillon

2010
- Jean-Jacques Beineix
- Zéno Bianu
- Daniel Chocron
- Charles Juliet
- Michael Lonsdale
- Jean-Baptiste Para
- Olivier Reboul[Lequel ?]
- Didier Sandre
- Nima Sarkechik
- Jean-Pierre Siméon
- Laurent Terzieff
- Agnès Varda
- Sylvie Koechlin

2011
- Adélaïde de Clermont-Tonnerre
- Léo Kouper
- Robin Renucci
- Sylvie Koechlin

2012
- Georges Arditi
- Jacques Boussard
- René Coutelle
- Etienne Delessert
- Oxmo Puccino
- Sylvie Koechlin
- Danielle Le Bricquir
- Jean Desvilles
- Claude-Jean Darmon
- Jean-Paul Friol
- Édouard Georges Mac-Avoy

2013
- Claude Bleynie
- Cabu
- Yoshihiro Yanagawa
- Harumo Sanazaki
- Medhi Tadjouri
- Jean Desvilles
- Isabelle Schmitt
- Danielle Le Bricquir
- Claude-Jean Darmon

2014
- Marc Ash
- Jacques Bral
- Freddish
- Antonio Manfredi
- Fernand Payraud
- Wolinski
- Sylvie Koechlin
- Jean Desvilles
- Isabelle Schmitt
- Danielle Le Bricquir
- Claude-Jean Darmon

2015
- Françoise Fabian
- Moebius
- Ousmane Sow
- Sylvie Koechlin
- Isabelle Schmitt
- Danielle Le Bricquir
- Jean Desvilles

2016
- Monique Baroni
- Claude Bleynie
- Pierre Henry
- Arlette Le More
- Maurice Prévost
- Atiq Rahimi
- Jason Seiler
- Sylvie Koechlin
- Jean Desvilles
- Isabelle Schmitt
- Danielle Le Bricquir

2017
- André Franquin
- Ambroise Monod
- Jacques Villeglé
- Yvon Taillandier
- Sylvie Koechlin
- Jean Desvilles
- Isabelle Schmitt
- Danielle Le Bricquir
- Claude-Jean Darmon

2018
- André Franquin
- François Cheng
- Sylvie Koechlin
- Jean Desvilles
- Isabelle Schmitt
- Danielle Le Bricquir
- Claude-Jean Darmon
- Anne & Gilles

2019
- Michel Kirch
- Frédéric Lenoir
- Sylvie Koechlin
- Jean Desvilles
- Isabelle Schmitt
- Danielle Le Bricquir
- Claude-Jean Darmon

2020
- The Supermen Lovers
- Lord Anthony Khan
- Sylvie Koechlin
- Patricia Berquin
- Jean Desvilles
- Isabelle Schmitt
- Danielle Le Bricquir
- Claude-Jean Darmon

2021
- JoeyStarr
- Pascal Dusapin
- Claude-Jean Darmon
- Jean Desvilles
- Sylvie Koechlin
- Danielle Le Bricquir
- Thierry Lefort
- Patricia Berquin
- Anne & Gilles
- Claudine Loquen
- Isabelle Schmitt

2022
- Jean Desvilles
- Sylvie Koechlin
- Danielle Le Bricquir
- Anne & Gilles
- Claudine Loquen
- Isabelle Schmitt
- Fabienne Thibeault
- Antoine Duc
- Patricia Berquin
- Van Lanigh

2023
- André Abram
- Stefan Beiu
- Patricia Berquin
- Michel Boucaut
- Bernard Cavaillès
- Michel Dankner
- Françoise Frugier
- Gabo
- Jean-Michel Garachon
- Gilles Guillaume
- Sylvie Koechlin
- Danielle Le Bricquir
- Jean-Christophe Lévêque
- Claudine Loquen
- Robert Maurel
- Jean-Bernard Pouchous
- Anne Roulant
- Victor Sasportas
- Catherine Sévérac
- Isabelle Schmitt
- Rose Sznajder
- Jean-Pierre Tanguy
- Didier Thirion
- Van Lanigh

2024
- André Abram
- Stefan Beiu
- Patricia Berquin
- Michel Boucaut
- Bernard Cavaillès
- Michel Dankner
- Françoise Frugier
- Gabo
- Jean-Michel Garachon
- Sylvie Koechlin
- Danielle Le Bricquir
- Jean-Christophe Lévêque
- Claudine Loquen
- Robert Maurel
- Jean-Bernard Pouchous
- Anne Roulant
- Victor Sasportas
- Catherine Sévérac
- Isabelle Schmitt
- Rose Sznajder
- Jean-Pierre Tanguy
- Didier Thirion

### Autres sources
1. ↑  Marcel Sembat, Les Cahiers noirs, journal 1905-1922 : Journal 1905-1922, p. 623.
2. ↑   sur "gallica.bnf.fr"
3. ↑  Extraits des débats publiés dans le Journal Officiel, séance du 3 décembre 1911
4. ↑  "Peinture et communisme : le scandale Fougeron", dans L'Histoire de décembre 1998.
5. ↑  « Salon d'Automne », sur salon-automne.com (consulté le 19 juillet 2023)
6. 1 2 3  Noël Coret (dir.) et Jean-Pierre Zénobel, L'art en effervescence : 100 ans de Salon d'Automne, t. 2, Paris, Castadiva, éditions d'art, 2004 (ISBN 2-915163-04-9), p. 157
7. ↑  Annonce de l'édition 2018 sur fiac.com.
8. ↑  « Salon d'automne », sur www.salon-automne.com/fr/accueil, 20 février 2019 (consulté le 20 février 2019)
9. ↑  Dr. Cyrille de Crozals, Jean Vincent de Crozals – sculptures et peintures, Page 128, 2010, 130 p. (ISBN 978-3-00-032146-7).
10. ↑  Catalogue du Salon d'automne de 1973, p. 33-44.
11. ↑  hommage de Jean Cassou, p.63 du catalogue, œuvres concernant Élie Faure, sculptures, peintures ert dessins, p.64.
12. ↑  Catalogue du Salon, texte de Raymond Cogniat, p. 65 à 72.
13. ↑  Additif au catalogue, deux gravures : Sables II (n°1160) et TRoncs (n°1161).